# Argemone pleiacantha
Argemone pleiacantha är en vallmoväxtart som beskrevs av Edward Lee Greene. Argemone pleiacantha ingår i släktet taggvallmor, och familjen vallmoväxter.

## Underarter
Arten delas in i följande underarter:
- A. p. ambigua
- A. p. pleiacantha